# Hugo von Kirchbach (Politiker)
Hugo von Kirchbach (* 29. Juli 1833 in Cunnersdorf; † 10. März 1914 in Dresden; vollständiger Name: Hans Karl Hugo von Kirchbach) war ein sächsischer Politiker und Geheimer Rat. Von 1874 bis 1887 war er Amtshauptmann der Amtshauptmannschaft Marienberg und danach bis 1894 in der Amtshauptmannschaft Meißen. Von 1881 bis 1887 und von 1899 bis 1904 war er Abgeordneter der 2. Kammer des Sächsischen Landtages.

## Leben und Wirken
Er stammte aus dem Adelsgeschlecht von Kirchbach und war der Sohn des sächsischen Oberlandforstmeisters Karl von Kirchbach und dessen Ehefrau Mathilde geb. von Sprenger. Nach dem Schulbesuch auf der Fürstenschule St. Afra in Meißen schlug er eine Verwaltungslaufbahn ein, trat in den Dienst der sächsischen Wettiner und wurde 1874 in Marienberg im Erzgebirge Amtshauptmann. Dieses Amt übte er bis 1877 aus. Danach wechselte er nach Meißen und ab 1894 als Geheimer Regierungsrat nach Dresden. 1910 trat er als Geheimer Rat a. D. in den Ruhestand und starb 1914 in Dresden.
Er wurde auf dem Johannisfriedhof in Tolkewitz beigesetzt.